# 733
733 је била проста година.

## Догађаји
- Цар Лав III конфискује папске територије на Сицилији и Калабрији (Јужна Италија), од којих папа Гргур III потиче највећи део свог пореза на доходак. Он преноси црквену јурисдикцију у бившој преторијанској префектури Илирик на Анастасија, цариградског патријарха. Гргур почиње своју подршку побуни у Италији против иконоборства.
- Византијско-арапски ратови: Арапске снаге под Муавијом ибн Хишамом продиру дубоко у Анадолију и освајају градове Анталија, Доралијум и Афионкарахисар. Ова освајања се разликују од претходних, јер се у њима дешавају арапска војна насеља, што их чини базом за напад на Византију.
- Војвода Еуд од Аквитаније, стар скоро 80 година, абдицира и повлачи се у манастир. Његове земље су подељене између његових синова Хуналда I и Хатона, који настављају сукоб са Карлом Мартелом, градоначелником палате Неустрије и Аустразије. У биткама код Бенеста у Шаранту и Ла Рошфуко (близу Ангулема), Карло побеђује Аквитанце. Такође води кампању против Бургунђана.
- Омејадско освајање Хиспаније: муслиманске снаге под Абд ал-Маликом ибн Катаном ал-Фихријем, гувернером (валијем) Ал-Андалуза, прелазе Пиринеје и пустоше са обе стране планина. Оснива колоније дуж долине Ебра и унутар баскијске територије. Главни војни напори Мавара су у Каталонији, Арагону, Навари и Септиманији (Јужна Француска), јачајући градове који су већ у њиховим рукама.
- Војводу Ауделаја од Беневента и његовог малолетног сина Гисулфа свргнуо је краљ Лангобарда Лијутпранд. Наслеђује га Григорије, који постаје владар Беневента.